# Ipswich Town Football Club 2015-2016
Questa pagina raccoglie i dati riguardanti lo Ipswich Town Football Club nelle competizioni ufficiali della stagione 2015-2016.

## Organico

### Rosa
| N. |                          | Ruolo | Calciatore             |
| -- | ------------------------ | ----- | ---------------------- |
| 1  | Inghilterra (bandiera)   | P     | Dean Gerken            |
| 3  | Danimarca (bandiera)     | D     | Jonas Knudsen          |
| 4  | Inghilterra (bandiera)   | D     | Luke Chambers          |
| 5  | Nuova Zelanda (bandiera) | D     | Thomas Jefferson Smith |
| 6  | Scozia (bandiera)        | D     | Christophe Berra       |
| 7  | Inghilterra (bandiera)   | C     | Ainsley Maitland-Niles |
| 8  | Inghilterra (bandiera)   | C     | Cole Skuse             |
| 9  | Irlanda (bandiera)       | A     | Daryl Murphy           |
| 10 | Irlanda (bandiera)       | A     | David McGoldrick       |
| 11 | Inghilterra (bandiera)   | A     | Brett Pitman           |
| 12 | Inghilterra (bandiera)   | C     | Liam Feeney            |
| 14 | Scozia (bandiera)        | C     | Ryan Fraser            |
| 15 | Inghilterra (bandiera)   | C     | Ben Pringle            |
| 16 | Inghilterra (bandiera)   | C     | Giles Coke             |
| 17 | Mauritius (bandiera)     | C     | Kévin Bru              |
| 18 | Irlanda (bandiera)       | C     | Jay Tabb               |
| 19 | Inghilterra (bandiera)   | C     | Luke Hyam              |
| 20 | Inghilterra (bandiera)   | A     | Freddie Sears          |

| N. |                        | Ruolo | Calciatore         |
| -- | ---------------------- | ----- | ------------------ |
| 21 | Polonia (bandiera)     | D     | Piotr Malarczyk    |
| 22 | Irlanda (bandiera)     | C     | Jonathan Douglas   |
| 26 | Irlanda (bandiera)     | C     | Adam McDonnell     |
| 27 | Inghilterra (bandiera) | C     | Teddy Bishop       |
| 29 | Inghilterra (bandiera) | D     | Josh Emmanuel      |
| 30 | Inghilterra (bandiera) | D     | Myles Kenlock      |
| 31 | Inghilterra (bandiera) | C     | Kundai Benyu       |
| 32 | Inghilterra (bandiera) | D     | Kyle Hammond       |
| 33 | Polonia (bandiera)     | P     | Bartosz Białkowski |
| 36 | Scozia (bandiera)      | P     | Jonathan Henly     |
| 37 | Inghilterra (bandiera) | D     | Paul Digby         |
| 38 | Galles (bandiera)      | P     | Michael Crowe      |
| 39 | Guinea (bandiera)      | A     | Larsen Touré       |
| 40 | Irlanda (bandiera)     | A     | Shane McLoughlin   |
| 41 | Inghilterra (bandiera) | C     | Andre Dozzell      |
| 42 | Inghilterra (bandiera) | A     | Luke Varney        |
| 43 | Inghilterra (bandiera) | C     | James Blanchfield  |
| 44 | Irlanda (bandiera)     | D     | Kevin Foley        |